# 上田晃弘
上田 晃弘（うえだ あきひろ、1951年7月29日 - ）は、日本の政治家。
衆議院議員（1期）、公明党科学技術部会長、公明党中央幹事などを歴任した。

## 経歴
1951年、神奈川県横浜市に生まれる。1967年に横浜市立鶴ヶ峯中学校、1970年に横浜市立桜丘高等学校を卒業し、神奈川大学法学部に進学する。大学時代の4年間はバキュームカーに乗って横浜市内の各家庭や工場、団地を回り屎尿を収集、横浜港の出田町埠頭まで運び輸送船に搬入するアルバイトに従事した。1974年に大学を卒業後、横浜トヨペット株式会社（トヨペット店）に入社した。
1975年、公明党本部に転職。1993年の第40回衆議院議員総選挙に旧神奈川4区から草野威の後継として公明党公認で出馬し、初めての選挙で初当選する。なお、旧神奈川4区は当時横浜市会議員だった菅義偉の地盤である西区を区域に含んでいなかった。
1993年8月に公明党科学技術部会長、1994年5月には公明党労働局次長に就任する。公明党の新進党合流に従い、同年11月に結党大会運営本部座長に就任。同年12月、横浜市西区内のパシフィコ横浜で開かれた新進党結党大会を取り仕切る。1995年には1期生ながら新進党「明日の内閣」文教・科学技術副大臣に起用された。
小選挙区比例代表並立制導入に伴い、1996年の第41回衆議院議員総選挙には神奈川2区から選挙戦に挑む。旧民主党新人の大出彰には得票を凌駕したものの、西区を地盤とする自民党新人の菅に敗北して落選した。落選後は次期衆議院議員選挙での国政復帰に向けて新進党神奈川2区総支部長として地道に活動していたが、1997年12月27日に新進党の分党が決定されたため、旧公明党グループで結成された新党平和に参加する。1998年の第18回参議院議員通常選挙では、神奈川県選挙区から立候補した民主党公認・公明推薦の新人である浅尾慶一郎の当選に貢献する。
1998年の新党平和解党・公明党再結成に伴い、議員候補者としての活動を終了。再び公明党本部職員となり、中央幹事や総務委員会副委員長などのポストに就いた。

## 元秘書
- さいとう伸一（横浜市会議員、元上田勇秘書）